# Pablo Arias Echeverría

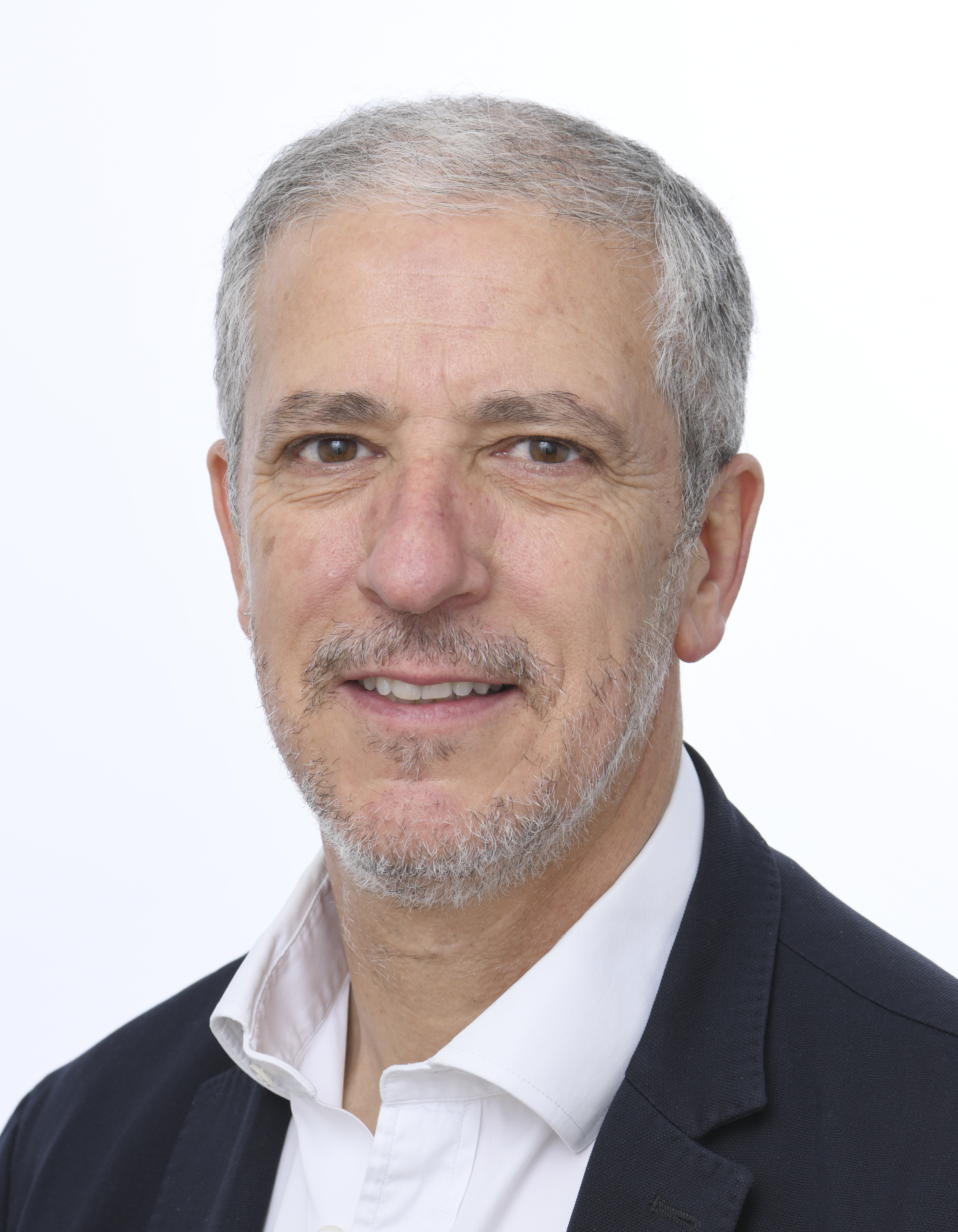
Pablo Arias Echeverría (2024)

Pablo Arias Echeverría (* 30. Juni 1970 in Madrid) ist ein spanischer Politiker der konservativen PP und seit der Europawahl 2009 Mitglied des Europäischen Parlaments.
Arias studierte von 1991 bis 1993 Marketing an der Escuela Internacional de Dirección Empresarial und absolvierte dort 1993 einen Master of Business Administration. Von 2000 bis 2002 war er Assistent von Alejandro Agag, der zu dieser Zeit Generalsekretär der Christlich Demokratischen Internationalen in Brüssel war. 2002 wurde Arias Assistent von José María Aznar, dem spanischen Ministerpräsidenten. Auch nach der spanischen Parlamentswahl 2004, bei der Aznar als Ministerpräsident abgewählt wurde, blieb Arias dessen Büroleiter. Von 2008 bis 2009 nahm er zudem eine leitende Funktion an der IESE Business School ein.
Bei der Europawahl 2009 in Spanien gewann Arias einen Sitz im Europäischen Parlament, wo er sich wie alle PP-Abgeordneten der Fraktion der Europäischen Volkspartei (Christdemokraten) anschloss. Zudem ist er in der 10. Legislaturperiode (2024–2029) Mitglied im Ausschuss für Binnenmarkt und Verbraucherschutz sowie stellvertretendes Mitglied im Haushaltsausschuss. Er ist zudem Mitglied der Delegation für die Beziehungen zu Japan.